# Bulletin board system

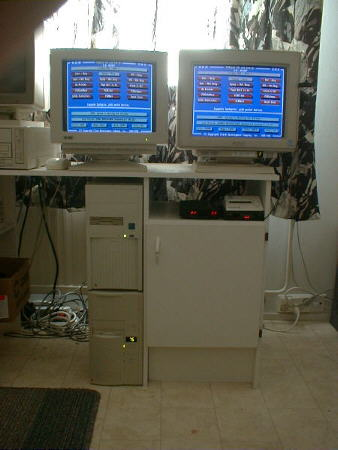
Sprzęt do uruchamiania dwuwęzłowego PCBoard BBS

Bulletin board system, BBS – usługa komputerowa polegająca na udostępnianiu na maszynie jego właściciela miejsca, gdzie można umieszczać i czytać ogłoszenia, obsługiwać własną skrzynkę pocztową, dokonywać transferu plików itp.

## Charakterystyka
„Klasyczny” BBS to komputer osobisty zaopatrzony w stosowne oprogramowanie i oczekujący na połączenie z nim poprzez łącze modemowe z jednej lub nawet wielu linii publicznej sieci telefonicznej. Znając numer telefonu do danego BBS-a, można było podłączyć się do niego („wdzwonić”) i korzystać z jego zasobów – przede wszystkim z lokalnej poczty elektronicznej, grup ogłoszeniowo-dyskusyjnych, udostępnianej bazy plików, a w niektórych bardziej zaawansowanych BBS-ach była także możliwość zdalnego uruchomienia programu (np. baza danych, gra komputerowa, telekonferencja), z którego można było korzystać w pojedynkę lub z innymi aktualnie połączonymi użytkownikami, a nawet z samym administratorem BBS-a.
Większość BBS-ów posiadała możliwość komunikowania się z innymi BBS-ami, co umożliwiało wymianę poczty i plików w skali świata. Cechą specyficzną działalności BBS-ów był fakt, że nie były one na stałe połączone z innymi komputerami (aż do czasu rozpowszechnienia się sieci pakietowych i Internetu), a wymiana danych między nimi opierała się na automatycznym, cyklicznym nawiązywaniu połączeń pomiędzy węzłami i wymianie danych.

## Historia
BBS-y powstały i rozpowszechniły się pod koniec lat 70. w Stanach Zjednoczonych. Pierwszym z nich był powstały 18 lutego 1978 roku Chicago Bulletin Board Systems (CBBS). CBBS założyli Ward Christensen i Randy Suess. Dysponowali oni 300-bodowym modemem Hayesa, podłączonym do komputera z magistralą S-100 i procesorem Z-80. Był to pierwszy wdzwaniany BBS. Podobnie jak CBBS, większość BBS-ów powstawała prywatnym sumptem entuzjastów komputerów oraz krótkofalarstwa. Na bazie części z nich w 1982 roku powstała sieć Fidonet, w ramach której wymieniano ogłoszenia z grup dyskusyjnych na wzór Usenetu. Niektóre grupy Fidonetowe zostały później włączone do struktury Usenetu. Niektóre BBS-y powstawały też przy firmach komputerowych i redakcjach czasopism komputerowych.
Obecnie w związku z ogólną dostępnością Internetu w większości cywilizowanych państw świata modemowe BBS-y są praktycznie w zaniku. Istnieją jednak strony internetowe, które „symulują” działanie starych BBS-ów.
Amatorskie BBS były często „wylęgarnią” przyszłych internetowych „guru”. Sysopi zazwyczaj działali równocześnie w rodzącej się sieci Internet na uczelniach.

### BBSw Polsce
Pierwsze BBS-y w Polsce zaczęły powstawać pod koniec lat 80. i ich rozwój trwał do czasu udostępnienia przez Telekomunikację Polska SA numeru dostępowego do Internetu. W szczytowym okresie rozwoju w każdym większym mieście w Polsce istniało po kilka, kilkanaście BBS-ów. Odbywały się zloty oraz regularne spotkania w „Zielonej Gęsi” przy Polu Mokotowskim w Warszawie. Wśród dawnych sysopów znajdziemy dziś wielu znanych dziennikarzy, pracowników dużych agencji PR zajmujących się rynkiem IT, czy administratorów i menedżerów w dużych firmach dostarczających łącza sieciowe.
Najbardziej znane BBS-y w Polsce lat 90. to:

- Bajtek BBS
- Maloka BBS
- CHIP BBS
- UMCS Olimp BBS (Lublin)
- Home of PCQ BBS
- Rainbow BBS
- RoMan BBS
- Top Secret BBS
- Alex BBS (Wrocław)
- Dream BBS
- New Sky BBS
- MG-Point BBS
- Apexim BBS
- D&M Computers BBS